# Tyler Gillett
Tyler Gillett es un director de cine, director de fotografía, escritor y productor estadounidense. Cocreador del colectivo cinematográfico Radio Silence, Gillett codirigió, con Matt Bettinelli-Olpin, las películas de terror Devil's Due (2014), Ready or Not (2019), Scream (2022), Scream VI (2023) y Abigail (2024). También apareció en un popular episodio del 2020 del podcast Reply All.

## Primeros años y educación
Nacido y criado en Flagstaff, Arizona, Gillett obtuvo dos BFA en producción cinematográfica y arte de estudio, fotografía, de la Universidad de Arizona en 2004.

## Películas
Gillett comenzó su carrera cinematográfica en el departamento de cámaras en la película Semi-Pro de Will Ferrell. Después de trabajar como cargador de cámara, operador y luego DP, comenzó a dirigir cortometrajes con comediantes de The Groundlings y Upright Citizens Brigade Theatre, y luego dirigió, produjo y editó la serie Domesticating, Funny in Love and Books, para Fremantle Media.

### Chad, Matt & Rob
En 2009, Gillett comenzó a trabajar con Matt Bettinelli-Olpin y Chad Villella como parte del colectivo Chad, Matt & Rob. Gillett codirigió, coprodujo, coescribió, coeditó y trabajó como director de fotografía en tres cortos interactivos de aventuras: The Birthday Party, The Teleporter y The Treasure Hunt, así como en El corto de terror de metraje encontrado Mountain Devil Prank Fails Horribly. El grupo se hizo conocido por su estilo característico, que combinaba aventura, comedia, ciencia ficción y terror, y recibió casi 100 000 000 de visitas en línea.

### Radio Silence
Después de la disolución de Chad, Matt & Rob, Gillett formó Radio Silence con Bettinelli-Olpin, Villella y Justin Martinez. El grupo codirigió el segmento "10/31/98" de la película de terror V/H/S. V/H/S se estrenó en el Festival de Cine de Sundance de 2012, donde fue adquirida por Magnolia Pictures, y estrenada en cines el 5 de octubre de 2012.
Con Bettinelli-Olpin, Gillett dirigió Devil's Due, una película de terror de 2014 de Twentieth Century Fox y Davis Entertainment. Su película Southbound se estrenó en el Festival Internacional de Cine de Toronto de 2015 y fue estrenada en cines por Orchard el 5 de febrero de 2016.
En 2019, Gillett codirigió el thriller cómico Ready or Not con Matt Bettinelli-Olpin para Fox Searchlight, protagonizada por Samara Weaving, Adam Brody, Andie MacDowell y Mark O'Brien.
En marzo de 2020, se anunció que Gillett codirigiría Scream, la quinta entrega de la franquicia Scream, junto a Matt Bettinelli-Olpin, con Kevin Williamson como productor ejecutivo. La película se estrenó el 14 de enero de 2022.

## Reply All
Gillett apareció en un episodio de marzo de 2020 del podcast Reply All, "The Case of the Missing Hit", en el que pidió ayuda a los anfitriones de los podcasts para identificar una canción que había escuchado en la radio convencional en la década de 1990, pero de la cual no apenas había rastro en internet. En el episodio, el presentador de Reply All, PJ Vogt, hace todo lo posible para tratar de identificar la canción, incluida la entrevista a una variedad de notables de la industria musical y la contratación de un grupo de músicos para grabar la canción según los recuerdos de Gillett. El episodio fue popular y aclamado por la crítica, y The Guardian lo calificó como "quizás el mejor episodio de cualquier podcast".

## Filmografía (conMatt Bettinelli-Olpin)
- Devil's Due (2014)
- Ready or Not (2019)
- Scream (2022)
- Scream VI (2023)
- Abigail (2024)